# Hornsjön (Stuguns socken, Jämtland)
Hornsjön är en sjö i Ragunda kommun i Jämtland och ingår i Indalsälvens huvudavrinningsområde. Sjön har en area på 0,225 kvadratkilometer och ligger 272,9 meter över havet. Sjön avvattnas av vattendraget Hornån.

## Delavrinningsområde
Hornsjön ingår i det delavrinningsområde (701508-148930) som SMHI kallar för Utloppet av Hornsjön. Medelhöjden är 321 meter över havet och ytan är 1,59 kvadratkilometer. Det finns ett avrinningsområde uppströms, och räknas det in blir den ackumulerade arean 26,19 kvadratkilometer. Hornån som avvattnar avrinningsområdet har biflödesordning 3, vilket innebär att vattnet flödar genom totalt 3 vattendrag innan det når havet efter 161 kilometer. Avrinningsområdet består mestadels av skog (76 procent). Avrinningsområdet har 0,22 kvadratkilometer vattenytor vilket ger det en sjöprocent på 14 procent.